# Florbela Espanca
Florbela Espanca, pseudonimo di Flor Bela de Alma da Conceição (Vila Viçosa, 8 dicembre 1894 – Matosinhos, 8 dicembre 1930), è stata una scrittrice e poetessa portoghese.
La sua vita, che durò solamente trentasei anni, fu tumultuosa, inquieta e ricolma di sofferenze intime che l'autrice ha saputo trasformare in poesia di alta qualità, carica di erotismo, femminilità e panteismo.
In vita pubblicò il Livro de Mágoas (Libro dei dispiaceri) nel 1919 e Livro de Sóror Saudade (Sorella Nostalgia) nel 1923. Personalità irrequieta e anticipatrice del femminismo, morì suicida il giorno del suo compleanno ossia l'8 dicembre 1930, a Matosinhos, in Portogallo, dove oggi si trova una biblioteca a lei intitolata.
Dopo la sua morte furono pubblicate varie sue opere, tra cui i Juvenilia.

## Biografia
Nacque l'8 dicembre 1894 a Vila Viçosa, nella regione dell'Alentejo, figlia illegittima di Antónia da Conceição Lobo e del repubblicano João Maria Espanca.
Il padre era sposato con Mariana do Carmo Toscano; dato che Mariana era sterile, João Maria ebbe dei figli fuori dal matrimonio con l'autorizzazione della moglie. Così nacquero Florbela e, tre anni dopo, Apeles, entrambi figli di Antónia da Conceição Lobo, i quali furono registrati come figli illegittimi di padre incognito.
João Maria Espanca li crebbe a casa sua, e, nonostante Mariana do Carmo Toscano fosse la loro madrina di battesimo, João Maria riconobbe la figlia Florbela soltanto diciotto anni dopo la sua morte.
Tra il 1899 e 1908, Florbela frequentò la scuola elementare a Vila Viçosa, e a quell'epoca cominciò a firmare i suoi lavori con lo pseudonimo Flor d’Alma da Conceição.
Le sue prime composizioni poetiche si possono datare tra il 1903 e il 1904.
Di questi anni sono la poesia A Vida e a Morte (La vita e la Morte), il sonetto in quinario in omaggio al fratello Apeles e la poesia scritta per il compleanno del padre No dia d'anos (Nel giorno degli anni), con la seguente dedica: «Ofereço estes versos ao meu querido papá da minha alma», in italiano "Offro questi versi al caro papà della mia anima".
Nel 1907, Florbela scrisse il suo primo racconto: Mamã! (Mamma!). L'anno seguente sua madre biologica Antónia da Conceição morì, all'età di soli ventinove anni.
Florbela entrò nel Liceo André de Gouveia a Évora, dove rimase fino al 1912. Fu una delle prime donne in Portogallo a frequentare il ciclo d'istruzione secondario.
Durante i suoi studi al Liceo, Florbela richiese vari libri alla Biblioteca Pubblica di Évora, tra cui opere letterarie di Balzac, Dumas, Camilo Castelo Branco, Guerra Junqueiro, Garrett.
Nel 1913 si sposò a Évora con Alberto de Jesus Silva Moutinho, suo compagno di scuola, con il quale nei primi tempi visse a Redondo.
Nel 1915 la coppia si stabilì nella casa degli Espanca a Évora, a causa di difficoltà economiche.

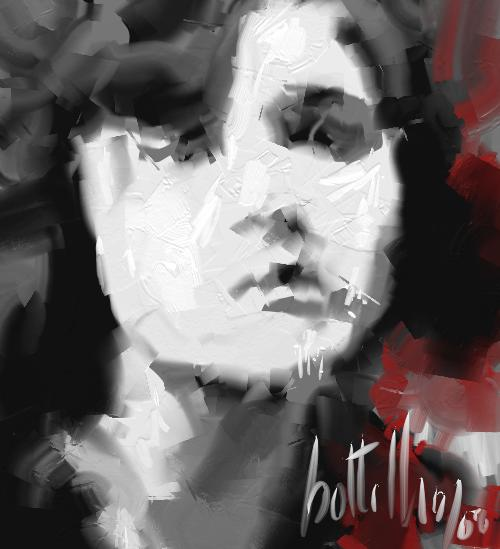
Florbela Espanca, di Bottelho, 2008

Nel 1916 la poetessa ritornò a Redondo, dove riunì una selezione della sua produzione poetica dal 1915, dando così vita al progetto letterario Trocando Olhares (Scambiandosi sguardi). La raccolta, composta di ottantacinque poesie e tre racconti, le servirà come punto di partenza per future pubblicazioni.
Nello stesso anno, Florbela lavorò come giornalista nel supplemento Modas & Bordados del giornale O Século di Lisbona, nei giornali di Évora Notícias  e A Voz Pública.
Tornò a Évora nel 1917, dove frequentò l'undicesimo anno del Corso Complementare di Lettere.
In seguito si immatricolò nella facoltà di Diritto dell'Università di Lisbona, una delle quattordici donne tra i trecentoquarantasette alunni iscritti.
Un anno più tardi, la scrittrice soffrì le conseguenze di un aborto spontaneo, che provocò un'infezione alle ovaie e ai polmoni. Rimase a riposo a Quelfes (Olhão), dove presentò i primi segnali seri di neurosi.
Nel 1919 uscì la sua prima opera, Livro de Mágoas (Libro dei Dispiaceri), un libro di sonetti. La tiratura di duecento copie si esaurì molto in fretta.
Un anno dopo, anche se ancora sposata, Florbela andò a vivere con António José Marques Guimarães, alfiere dell'Artiglieria della Guardia Repubblicana. 
A metà del 1920 interruppe gli studi nella facoltà di Diritto.
Il 29 giugno 1921 poté finalmente sposarsi con António Guimarães: la coppia andò vivere inizialmente a Porto, per poi trasferirsi l'anno seguente a Lisbona dove Guimarães era diventato capo dell'ufficio del Ministero dell'Esercito.
Il I agosto 1922, la rivista letteraria portoghese dal nome Seara Nova, fondata l'anno prima, pubblicò il suo sonetto "Prince charmant...", dedicato a Raul Proença, il fondatore della rivista.
Nel gennaio 1923 venne pubblicata la seconda raccolta di sonetti di Florbela Espanca, Livro de Sóror Saudade (Libro di Sorella Nostalgia).
Nel frattempo, Florbela Espanca dava lezioni private di portoghese per mantenersi.
Nel 1925, la poetessa divorziò per la seconda volta.
Queste esperienze amorose segnate dal demone dell'insoddisfazione la scossero profondamente, anche a livello poetico: infatti la sua lirica è ricca di struggente emotività. Il suo ex marito, António Guimarães, anni dopo il divorzio aprì l'agenzia "Recortes", che collezionava note e articoli su vari autori. Il suo retaggio personale riunì il più abbondante materiale che è stato pubblicato su Florbela dal 1945 al 1981. In tutto sono 133 ritagli. Nel 1925, la poetessa si sposò con il medico Mário Pereira Lage, che conosceva dal 1921 e con il quale viveva dal 1924. Il matrimonio si tenne a Matosinhos, nella regione di Porto, dove la coppia cominciò a vivere dal 1926.
Nel 1927 l'autrice iniziò la sua collaborazione al giornale D. Nuno di Vila Viçosa, diretto da José Emídio Amaro. A quell'epoca non trovava nessun editore per la raccolta Charneca em Flor (Brughiera in Fiore). Stava anche preparando un libro di racconti, probabilmente O Dominó Preto (Il Domino Nero), pubblicato post mortem nel 1982. Alla fine degli anni Venti cominciò a tradurre romanzi per le case editrici Civilização e Figueirinhas di Porto.
Nello stesso anno, Apeles Espanca, il fratello della scrittrice, morì in un tragico incidente d'aereo. La sua morte ebbe un effetto sconvolgente su Florbela. In omaggio al fratello, Florbela scrisse la raccolta di racconti As Máscaras do Destino (Le Maschere del Destino), volume pubblicato dopo la sua morte nel 1931. Intanto, la malattia mentale della poetessa continuò ad aggravarsi. Nel 1928 tentò il suicidio per la prima volta.
Nel 1930 Florbela iniziò a scrivere il suo Diário do Último Ano (Diario dell'Ultimo Anno), pubblicato soltanto nel 1981. Il 18 giugno cominciò la corrispondenza con il professore italiano Guido Battelli, ospite dell'Università di Coimbra, responsabile della pubblicazione della raccolta di poesie Charneca em Flor (Brughiera in Fiore) nel 1931. All'epoca, la poetessa collaborò anche alla rivista Portugal feminino (Portogallo Femminile) di Lisbona, alla rivista Civilização (Civilizzazione) e al giornale Primeiro de Janeiro (Primo Gennaio) di Porto.
Florbela tentò il suicidio due volte a ottobre e novembre del 1930, alla vigilia della pubblicazione della raccolta Charneca em Flor (Brughiera in Fiore). Dopo la diagnosi di un edema polmonare la poetessa perse definitivamente la voglia di vivere, non resistendo al terzo tentativo di suicidio. Morì a Matosinhos, il giorno del suo trentaseiesimo compleanno, l'8 dicembre 1930. La causa della morte fu un'overdose di barbiturici.
La poetessa lasciò una lettera privata con le sue ultime disposizioni, tra le quali, la richiesta di deporre nella sua bara i resti dell'aereo che il fratello Apeles aveva pilotato quando ebbe l'incidente. Il corpo di Florbela Espanca giace dal 17 maggio 1964 nel cimitero di Vila Viçosa, il suo paese natale.
Si legga la quartina della poesia A um Moribundo (A un Moribondo), un "admirável soneto que é o seu voo quebrado e que principia assim" (ammirevole sonetto che è il suo volo rotto e che comincia così):
(Florbela Espanca, A um Moribundo, in Charneca em Flor)
Nel 1949 la Camera Municipale di Lisbona rese omaggio alla poetessa dando il suo nome a una via vicina all'Avenida da Igreja, in Alvalade.

## Opera
Florbela Espanca fu un'autrice che scrisse opere di vario genere: poesie, racconti, un diario e delle lettere; tradusse diversi romanzi e collaborò con riviste e giornali di correnti differenti. Prima di tutto però Florbela Espanca era una poetessa. Infatti fu grazie alla sua opera poetica, quasi sempre in forma di sonetto, che diventò famosa. Nonostante il tema più trattato fosse l'amore, la poetessa scrisse anche di tutti gli elementi che sono collegati a questo sentimento: la solitudine, la tristezza, la malinconia, il desiderio, la seduzione e la morte. La sua opera comprese anche poesie patriottiche e in alcune è visibile il suo patriottismo locale: il sonetto "No meu Alentejo" (Nel mio Alentejo)  è una glorificazione delle terra natale dell'autrice.
Solamente due antologie, Livro de Mágoas (Libro dei Dispiaceri) del 1919 e Livro de Sóror Saudade (Libro di Sorella Nostalgia) del 1923, furono pubblicate mentre l'autrice era in vita. Altre, Charneca em Flor (Brughiera in Fiore) del 1931, Juvenília del 1931 e Reliquiae (Reliquie) del 1934 uscirono solo dopo la sua morte. Tutta l'opera poetica di Florbela Espanca fu riunita da Guido Battelli in un volume chiamato Sonetos Completos (Sonetti Completi), pubblicato per la prima volta nel 1934. Nel 1978 erano uscite 23 edizioni del libro.  I componimenti anteriori alle prime pubblicazioni della poetessa furono ricostruite da Mária Lúcia Dal Farra, che nel 1994 pubblicò il testo di Trocando Olhares (Scambiandosi Sguardi).
La prosa di Florbela Espanca si espresse attraverso un diario che antecedette la sua morte, e attraverso varie lettere. Alcune lettere della sua corrispondenza erano di natura familiare, altre trattavano di questioni riguardanti la sua produzione letteraria. La produzione epistolare si distinse per naturalezza e semplicità, qualità che non sempre erano presenti nella sua prosa.
António José Saraiva e Óscar Lopes nel loro libro História da Literatura Portuguesa (Storia della Letteratura Portoghese), descrissero Florbela Espanca come sonettista somigliante ad António Nobre. Riconobbero che fu "una delle più notevoli personalità liriche isolate, per l'intensità di un emotivo erotismo femminile, senza precedenti da noi [portoghesi], con tonalità ora egoiste, ora di una sublimata abnegazione che ricorda Sóror Mariana, ora di un'espansione di amore intenso e instabile(…)".
L'opera di Florbela Espanca "precede di molto e stimola un più recente movimento di emancipazione letteraria della donna, esprimendo nei suoi accenti più toccanti l'immensa frustrazione femminile delle (…) oppressive tradizioni patriarcali."
Rolando Galvão, autore di un articolo su Florbela Espanca pubblicato nella pagina elettronica Vidas Lusófonas, caratterizzò così l'opera florbeliana:
"Come dicono vari studiosi della sua persona e della sua opera, Florbela appare disconnessa da preoccupazioni di contenuto umanistico o sociale. Inserita nel suo mondo piccolo borghese, come evidenzia nei vari ritratti che fa di sé nelle sue opere, non manifesta interesse per la politica o per i problemi sociali. Si definisce conservatrice (...). Il suo egocentrismo, che non diminuisce la bellezza della sua poesia, è molto evidente per non essere menzionato praticamente da nessuno (...). Nella sua opera ci sono un certo numero di parole sulle quali insiste incessantemente. Prima di tutto è presente l'EU (l'io) in quasi tutti i componimenti poetici. Sono ampiamente ripetuti vocaboli relativi alla passione: anima, amore, nostalgia, baci, versi, poeta, e molti altri. Gli scritti che riguardano ambiti diversi dalla passione non sono molti, in particolare nell'opera poetica. A parte quelli che si riferiscono al suo Alentejo. Non si colloca come osservatrice distante, anche quando sembra tale, estranea ai fatti, alle idee, agli avvenimenti."
L'autore dell'articolo ricordò anche la corrispondenza epistolare della poetessa con il fratello Apeles e con un'amica intima. Notò che gli eccessi verbali della scrittrice erano provocati dalla sua smoderatezza nell'esprimere una passione. La sua esaltazione dell'amore fraterno fu considerata fuori dal comune. Galvão osservò che l'espressione dell'amore, dell'amicizia e dei legami, erano una costante nell'opera florbeliana.

## Florbela Espanca nella musica
Il gruppo musicale portoghese Trovante ha trascritto in musica il sonetto Ser poeta (Essere poeta), presente nel volume Charneca em Flor (Brughiera in Fiore). La canzone intitolata Perdidamente (Perdutamente), con la musica di João Gil, è diventata una delle più famose del gruppo. Fa parte dell'album Terra Firme (Terra Ferma), lanciato nel 1987[14]. Il cantante e compositore brasiliano Fagner ha interpretato la poesia Fanatismo, appartenente alla raccolta Sóror Saudade (Sorella Nostalgia).
Nel 2001 la cantante brasiliana Nicole Borguer ha esordito con il suo primo album Amar - Um Encontro com Florbela Espanca (Amare- Un Incontro con Florbela Espanca), nel quale ha adattato musicalmente alcuni sonetti appartenenti a varie fasi della vita della poetessa, utilizzando per ogni poesia uno stile musicale diverso.
Si possono trovare le due sue poesie Caravelas (Caravella) e Amores Vãos (Amori Vani) nell'opera della cantante di fado Mariza.

## Florbela Espanca in TV e nel cinema
Nel 2012, la rete televisiva portoghese RTP ha trasmesso la mini serie di tre capitoli Perdidamente Florbela (Perdutamente Florbela) con Dalila Carmo nel ruolo di Florbela, Ivo Canelas nel ruolo di de Apeles e Albano Jerónimo nel ruolo di Mário Lage.[16] La serie è stata in seguito adattata e presentata al cinema in un film con il nome Florbela.[17]

## Opere

### Poesia
- Livro de Mágoas (1919)
- Livro de Sóror Saudade. Lisboa. (1923)
- Charneca em Flor (1931)
- Juvenília (1931)
- Sonetos Completos (1934)
- Poesie scelte. Traduções (1934)
- Brughiera in fiore, Traduzione di Sergio Baldelli, (2020), ISBN  979-8554334795

### Prosa
- As Máscaras do Destino. (1931)
- Diário do Último Ano. (1981)
- O Dominó Preto (1982)

### Raccolte
- Obras Completas de Florbela Espanca. (1985-86)
- Trocando Olhares. (1994)

### Lettere
- Cartas de Florbela Espanca (1931)
- Cartas de Florbela Espanca. (1949)

### Traduzioni da altre lingue
- Ilha azul, di Georges (1926)
- O segredo do marido, di M. Maryan (1926)
- O segredo de Solange, di M. Maryan (1927)
- Dona Quichota, di Georges di Peyrebrune (1927)
- O romance da felicidade, di Jean Rameau (1927)
- O castelo dos noivos, di Claude Saint-Jean (1927)
- Dois noivados, di Champol (1927)
- O canto do cuco, di Jean Thiery. (1927)
- Mademoiselle de la Ferté, di Pierre Benoit (1929)
- Máxima (romance da actualidade), di A. Palácio Váldes (1932)